# Circumnavegació fenícia d'Àfrica

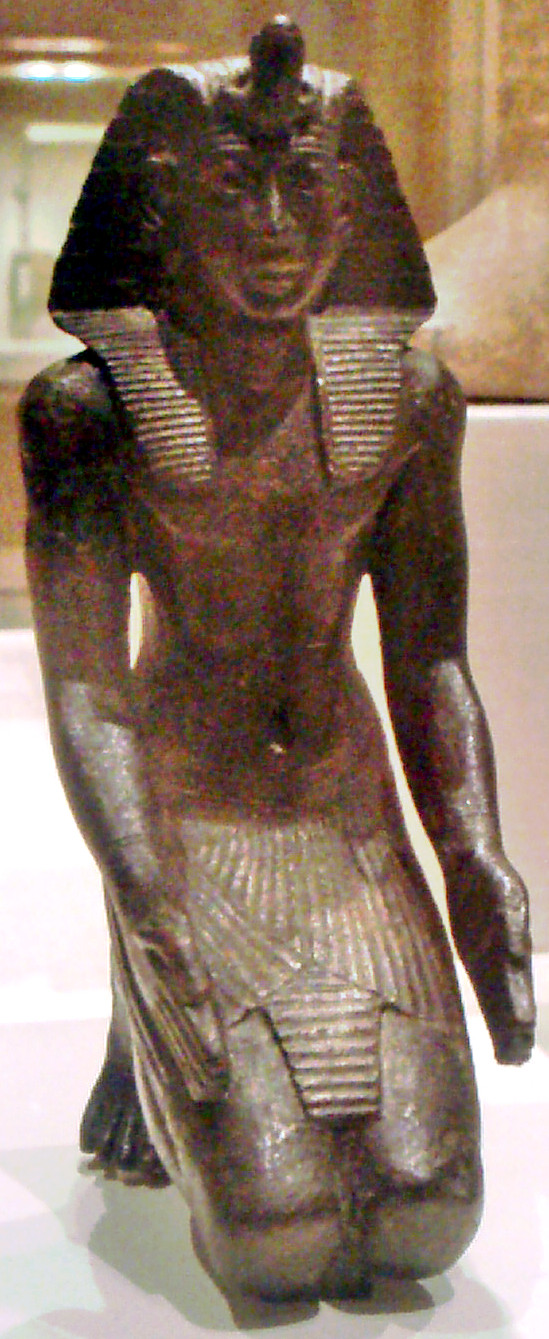
Estàtua de Necó (I o II). Brooklyn Museum

La circumnavegació fenícia d'Àfrica és el relat egipci d'aquest viatge, recollit per l'historiador grec Heròdot. No es disposa de documentació de l'època que avali la historicitat d'aquest viatge, però l'absència de dades contemporanis no implica que no hagi pogut passar. Curiosament, les dades que aporta Heròdot com a possiblement incertes, són les que podrien donar veracitat al relat:
«La posició del Sol a la dreta quan aquest era contemplat des de l'hemisferi austral».
Segons Heròdot (nascut el 484 aC), una expedició fenícia amb el suport del faraó Necó II (proclamat rei en 610 aC) va circumnavegar el continent africà per primera vegada. El faraó volia buscar un pas cap a occident des del mar Roig. Després de fracassar en l'intent de construir un canal que unís el mar Roig amb el Mediterrani a través del Nil, va decidir buscar un pas cap a occident pel Sud. Diu Heròdot que diverses naus fenícies van circumnavegar el continent africà, anomenat llavors Líbia, en una penosa expedició que va efectuar dues llargues parades per aconseguir provisions, i que va trigar tres anys a arribar a les Columnes d'Hèrcules (Estret de Gibraltar).
| «                                                   | La Líbia es presenta als ulls en veritat com envoltada de mar, menys per aquell camí per on limita amb l'Àsia. Aquest descobriment es deu a Necó, rei d'Egipte, que va ser el primer, que jo sàpiga, que va enviar algú per tal de fer la indagació, ja que havent alçat mà d'aquell canal que va començar a obrir-se des del Nil fins al si aràbic, va despatxar en unes naus a certs fenicis, i els va donar ordres que tornessin per les columnes d'Hèrcules a la mar Boreal o Mediterrània fins a arribar a l'Egipte. Sortint, doncs, els fenicis de la mar Eritrea, anaven navegant pel mar del Nord: durant el temps de la seva navegació, així que venia la tardor, prenien terra en qualsevol costa de Líbia que els acollís, i allà feien els seus sementers i esperaven fins a la sega. Un cop recollida la seva collita, navegaven una altra vegada, de manera que, passats així dos anys, al tercer, tombant per les columnes d'Hèrcules, van arribar a l'Egipte, i referiren coses que per a mi no seran pas creïbles, per bé que ho puguin ser per a algú altre, és a dir, que navegant al voltant de la Líbia tenien el sol a mà dreta. Aquest va ser la manera com es va fer per primer cop tal descobriment. | » |
| — Heròdot Els nou llibres de la Història, IV, XLII. | |   |

Reconstrucció de l'Ecumene basat en la descripció de Heròdot (segle V aC), amb Àfrica envoltada de mar.

Aquesta gesta va ser qüestionada com a real durant molt de temps, però curiosament el que semblava més estrany en una època en què molts concebien una Terra plana, és el que ha donat finalment credibilitat al relat: En l'obra d'Heròdot es transcriu el testimoni que els mariners fenicis, després de girar cap a l'oest (cap de Bona Esperança) veien el sol del migdia a la dreta, és a dir, al Nord, i això només podia es podia comprendre a partir del mapa planetari de Copèrnic del segle xvi.
La idea de la Terra plana s'imposà en el pensament occidental amb la difusió del cristianisme, ja que els pensadors grecs clàssics sabien que la Terra era esfèrica. Eratòstenes, uns 300 anys abans del naixement del cristianisme, va calcular el diàmetre de la Terra amb un error de l'1%.
És possible que l'expedició no pogués completar el periple per mar més enllà del cap Bojador per la persistència dels vents alisis contraris al seu rumb, però també podria ser que haguessin pogut completar l'expedició per terra, seguint rutes comercials fenícies a través de l'Àfrica nord-occidental, fins a alguna de les seves colònies al Nord d'Àfrica i des d'allà embarcar de nou fins a Egipte.